# Северна алијанса (Јапан)
Северна алијанса (北部同盟 "Hokubu Doumei") позната и као Коалиција северних округа или Оуецу репан домеи (Јап.奥羽越列藩同盟 "Ōuetsu Reppan Dōmei") била је војни савез који је обухватао војску јапанских провинција Муцу (陸奥), Дева (出羽) и Ечиго (越後). Били су активни током Бошин рата и то на страни војске шогуната. Као симбол на застави и војничком барјаку користили су бели пентаграм на црној подлози (и обрнуто).

## Историјат
Северна алијанса (北部同盟) или Репан домеи (列藩同盟) била је током рата стационирана у областима Сендаи, Јонезава и Нихонмацу а обухватала је скоро све феудалне области провинција Муцу, Дева и Ечиго, придружујући им се чак и област Мацумае која је била стационирана на Хокаиду. Главна база им је била у замку Широиши док је главни заповедник био принц Киташиракава Јошихиса који је себе прогласио царем Тобу. Заједно са Дате Јошикунијем из Сендаја и Уесугијем Нариноријем из Јонезаве били су челни људи алијансе. Ова коалиција мобилисала је око 50.000 људи који су махом били слабо наоружани, барем по питању ватреног оружја и артиљерије. Иако је алијанса створена као помоћ клану Аизу она никад није била део те коалиције, као ни Шонаи. 
Иако нису званично постојали као хан (област), снаге клана Хајаши такође су се бориле на страни алијансе. 
Иако масивна и сачињена од великог броја различитих области, Северна алијанса није успела да се сагласи и организује на прави начин па је са округом Аизу врло брзо потучена. 

## Чланови северне алијансе
| Област     | Владајућа породица | Провинција |
| ---------- | ------------------ | ---------- |
| Мацумае    | Мацумае            | Езо        |
| Мориока    | Нанбу              | Муцу       |
| Нихонмацу  | Нива               | Муцу       |
| Хиросаки   | Цугару             | Муцу       |
| Танагура   | Абе                | Муцу       |
| Сома       | Сома               | Муцу       |
| Сендаи     | Дате               | Муцу       |
| Ичиносеки  | Тамура             | Муцу       |
| Михару     | Акита              | Муцу       |
| Ивакидаира | Андо               | Муцу       |
| Фукушима   | Итакура            | Муцу       |
| Моријама   | Мацудаира          | Муцу       |
| Изуми      | Хонда              | Муцу       |
| Хачинохе   | Нанбу              | Муцу       |
| Јунагаја   | Наито              | Муцу       |
| Миике      | Тачибана           | Муцу       |
| Акита      | Сатаке             | Дева       |
| Јонезава   | Уесуги             | Дева       |
| Шинџо      | Тозава             | Дева       |
| Јамагата   | Мизуно             | Дева       |
| Каминојама | Мацудаира          | Дева       |
| Хонџо      | Рокуго             | Дева       |
| Камеда     | Иваки              | Дева       |
| Тендо      | Ода                | Дева       |
| Јашима     | Икома              | Дева       |
| Шибата     | Мизогучи           | Ечиго      |
| Нагаока    | Макино             | Ечиго      |
| Мураками   | Наито              | Ечиго      |
| Мурамацу   | Хори               | Ечиго      |
| Минејама   | Кјогоку            | Ечиго      |
| Курокава   | Јанагисава         | Ечиго      |